# Allocutie
Een allocutie is een toespraak van de paus voor een bepaalde doelgroep over een actueel onderwerp. Allocuties worden voornamelijk gegeven aan het college van kardinalen of - tijdens een concilie - voor de concilievaders. Deze toespraken kunnen ook gericht worden aan specifieke doelgroepen van bijvoorbeeld leken. Een allocutie is bedoeld als handreiking om de omgang met actuele maatschappelijke of kerkelijke ontwikkelingen te bepalen.
Voorbeeld van een allocutie zijn de rede Multiplices Inter uit 1865 over de vrijmetselarij van paus Pius IX en de rede In Quaestione “Apartheid” aan de Buitengewone vergadering van de Verenigde Naties over de apartheid uit 1974 door paus Paulus VI.
Een allocutie is van geringer belang dan een Instructie, Apostolische Exhortatie, Encycliek of Constitutie.